# Vitis amurensis
Vitis amurensis är en vinväxtart som beskrevs av Franz Josef Ivanovich Ruprecht. Vitis amurensis ingår i släktet vinsläktet, och familjen vinväxter.

## Underarter
Arten delas in i följande underarter:
- V. a. dissecta
- V. a. funiushanensis